# Kapelle der Sieben Schmerzens Mariens (Pleinfeld)

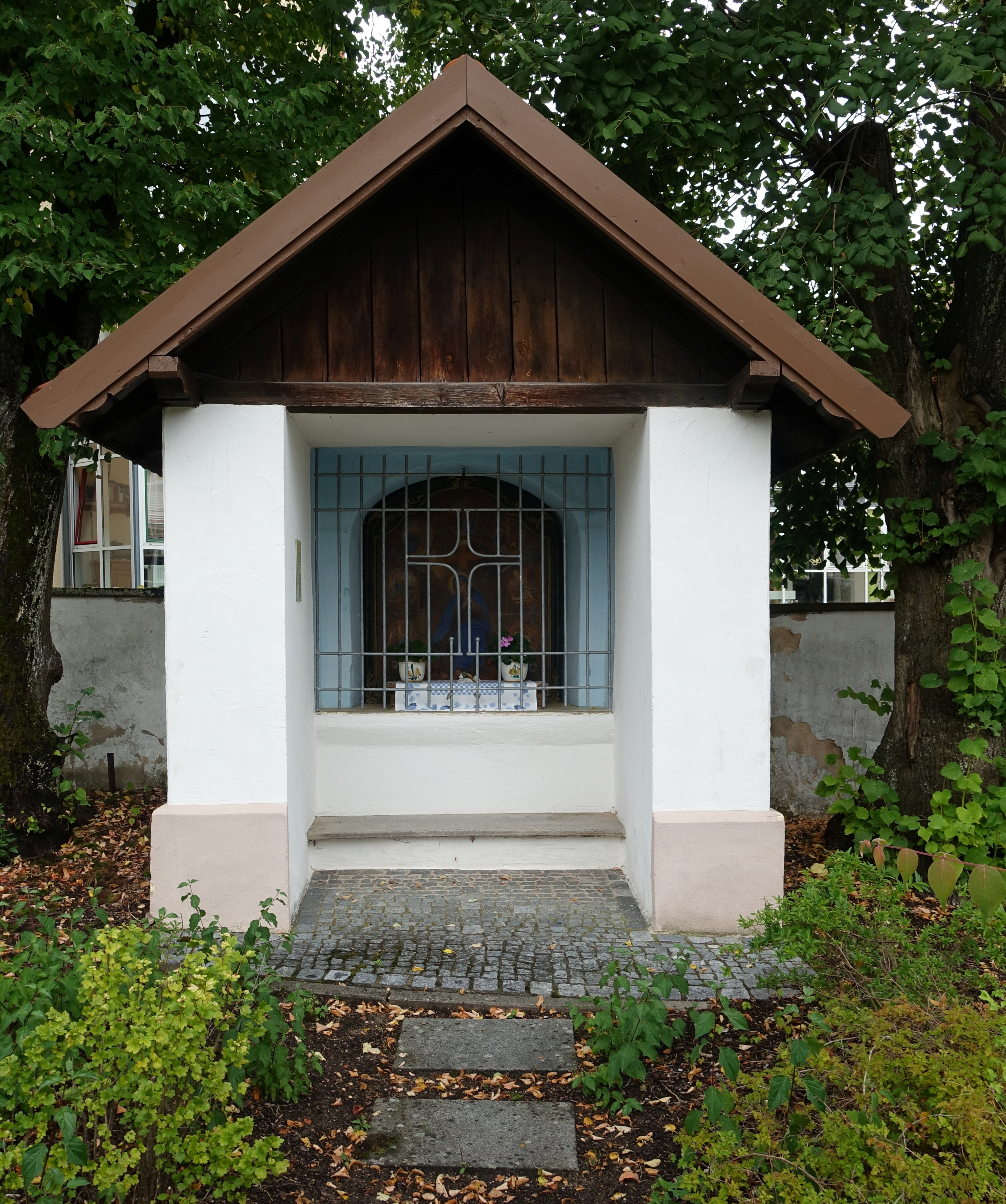
Die Kapelle vom Höbachweg aus, 2019

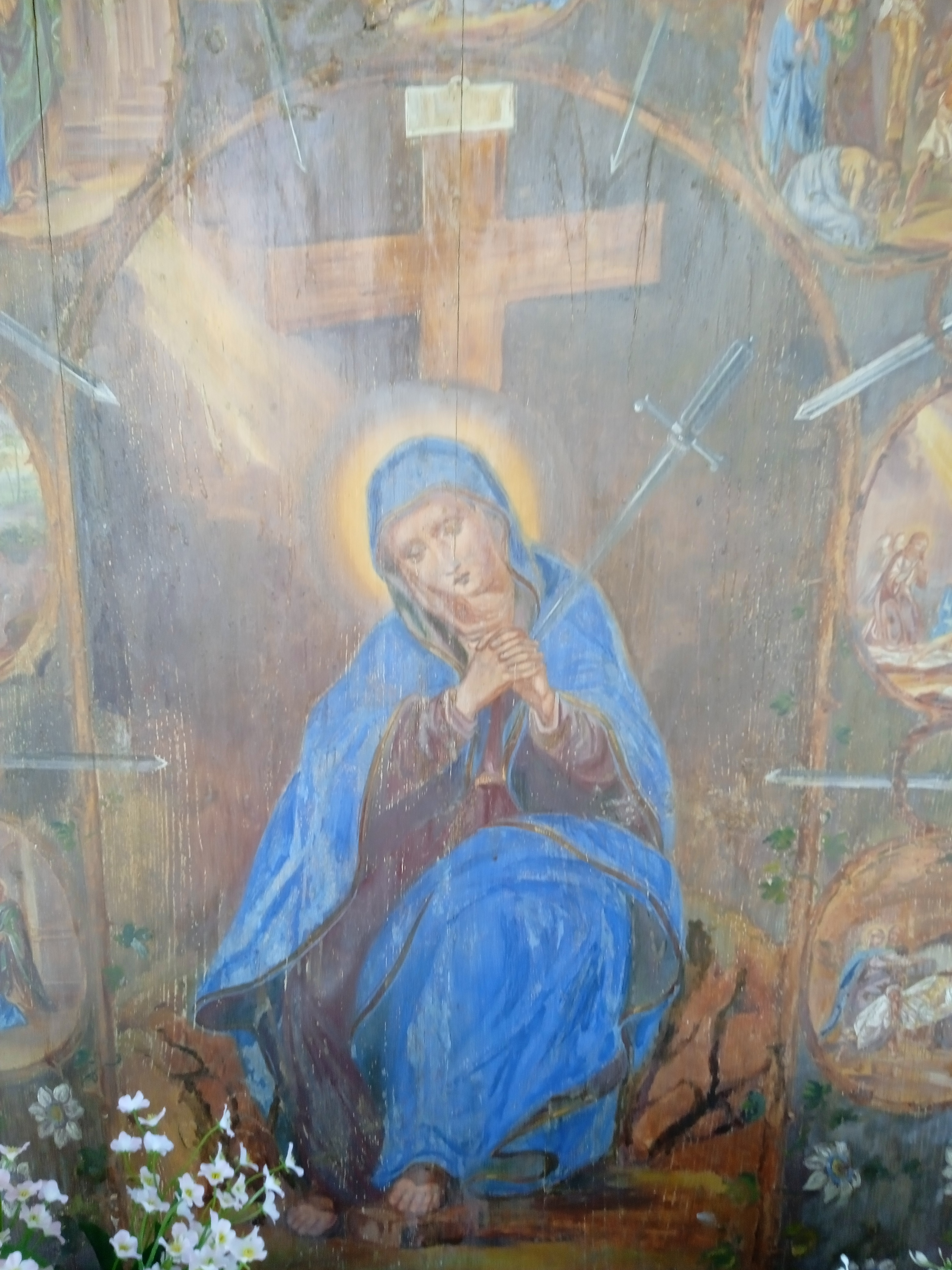
Gemälde im Kapelleninneren. Detailansicht.

Die Kapelle der Sieben Schmerzens Mariens ist eine römisch-katholische Kapelle in Pleinfeld, eines Marktes im mittelfränkischen Landkreis Weißenburg-Gunzenhausen. Die einstige Friedhofskapelle ist der Mater Dolorosa geweiht und unter der Denkmalnummer D-5-77-161-13 als Baudenkmal in die Bayerische Denkmalliste eingetragen.
Die Kapelle  steht am Höbachweg an der Einmündung in den Amselweg außerhalb der Stadtmauer und nördlich der Altstadt auf einer Höhe von 384 m ü. NHN. Sie wird von mehreren Kastanienbäumen umrahmt. Die Kapelle stand am nördlichen Abschluss des Friedhofs außerhalb der Friedhofsmauer. Nachdem der Friedhof in den 1930er Jahren aufgegeben worden war, stand die Kapelle bis zur Errichtung des Altenheims in den frühen 1990er Jahren auf offener Flur am Ortsrand Pleinfelds.
Die Kapelle ist ein kleiner massiver Satteldachbau aus dem 18. oder 19. Jahrhundert. Einst zogen die Erstkommunikanten zum Totengedenken hierher. Im Inneren befindet sich ein Gemälde, das Maria als Schmerzensmutter darstellt: Die die Madonna umgebenden Medaillons versinnbildlichen die sieben Schmerzen Mariens.